# Нереида (спътник)
Вижте пояснителната страница за други значения на Нереида.
Нереида е естествен спътник на Нептун, открит на 1 май 1949 г. от астронома Герард Кайпер. Спътникът носи името на нимфата от древногръцката митология Нереида. Като алтернатива се използва името Нептун 2.
Нереида е третият по големина спътник на Нептун, с диаметър от 340 km. Орбитата му е високоексцетрична, с орбитално разстояние от 1 353 600 до 9 623 700 km. Орбитата на Нереида е най-високоексцентричната орбита от всички известни спътници в Слънчевата система. Учените предполагат, че това се дължи на факта, че спътникът е прихванат обект от пояса на Кайпер, но според алтернативна хипотеза Нереида е била повлияна по време на прихващането на Тритон, най-масивния спътник в нептуновата система.
Спътникът е твърде отдалечен от Вояджър 2 по време на посещението на апарата в нептуновата система през 1989 г., като той успява да заснеме само неправилната му форма, без детайли на повърхността.